# Mjóifjörður
Mjóifjörður is een lang en smal fjord omgeven door hoge bergen, steile kliffen met vele watervallen in het oostelijk fjordengebied van IJsland, in de gemeente Fjarðabyggð in de regio Austurland. Aan het fjord ligt het kleine dorpje Brekka (soms ook Mjóifjörður genoemd, eigenlijk meer een gehucht) waar maar 11 mensen wonen (2018). Daarmee is Brekka het kleinste dorp van IJsland. Aan de ingang van het fjord staat de oudste vuurtoren van IJsland, de Dalatangi.
Mjóifjörður is ook de naam van een smal fjord aan de Ísafjarðardjúp in de Westfjorden regio.